# Oberwil
Oberwil (toponimo tedesco) è un comune svizzero di 11 245 abitanti del Canton Basilea Campagna, nel distretto di Arlesheim; ha lo status di città.

## Geografia fisica
È uno dei comuni della valle di Leimental; il territorio comunale è bagnato dal fiume Birsig.

## Monumenti e luoghi d'interesse
- Chiesa cattolica dei Santi Pietro e Paolo, eretta nel VII secolo e ricostruita nel XIV secolo, nel 1696 e nel 1896[1].

## Società

### Evoluzione demografica
L'evoluzione demografica è riportata nella seguente tabella:
Abitanti censiti

## Infrastrutture e trasporti
Oberwil è servita dall'omonima stazione sulle ferrovia del Birsig.

## Amministrazione
Ogni famiglia originaria del luogo fa parte del cosiddetto comune patriziale e ha la responsabilità della manutenzione di ogni bene ricadente all'interno dei confini del comune.